# Pablo Rojas
Pablo Rojas Elgueta, o più semplicemente Pablo Rojas (Roma, 13 luglio 1976), è un giornalista italiano.

## Biografia
Giornalista professionista e autore televisivo, di madre italiana e padre cileno, è nipote dello scrittore Angelo Romanò.
Dal 2001 al 2004 lavora nella redazione del Maurizio Costanzo Show, realizza servizi per “Mcs - Raccontando” e collabora con il Laboratorio di Comunicazione e nuovi contenuti RTI (Nuovi linguaggi della Televisione e della Carta Stampata).
Nel 2004 approda in Rai dove lavora con Andrea Vianello, Riccardo Iacona e Anna La Rosa che per 5 anni lo impiega come inviato all'interno della trasmissione teleCamere in onda tutte le domeniche su Raitre: realizza servizi, inchieste e reportage su temi legati alla politica, all'attualità e alla comunicazione.
Conduce il moviolone all'interno della trasmissione Agorà in onda su Raitre, nelle edizioni estive 2013 e 2014 a fianco di Serena Bortone, nell'edizione 2014-2015 a fianco di Gerardo Greco e dal 29 luglio al 6 settembre 2019 a fianco di Monica Giandotti. Di Agorà è stato anche autore.
Dal 2015 al 2020 è autore de Il Posto Giusto, settimanale in onda su Rai3.
Da marzo 2020, firma come autore e regista il programma #Italiacheresiste, un racconto della quarantena girato interamente con gli smartphone e trasmesso per 12 settimane da Rai3 e Raiplay.
Firma come autore l'edizione 2020 del Concertone del Primo Maggio in onda su Rai3.
Ha realizzato alcuni video virali per il web che hanno realizzato centinaia di migliaia di views.
Dal settembre 2020 entra nella redazione politico-parlamentare del Giornale Radio Rai.